# Лоханський поріг

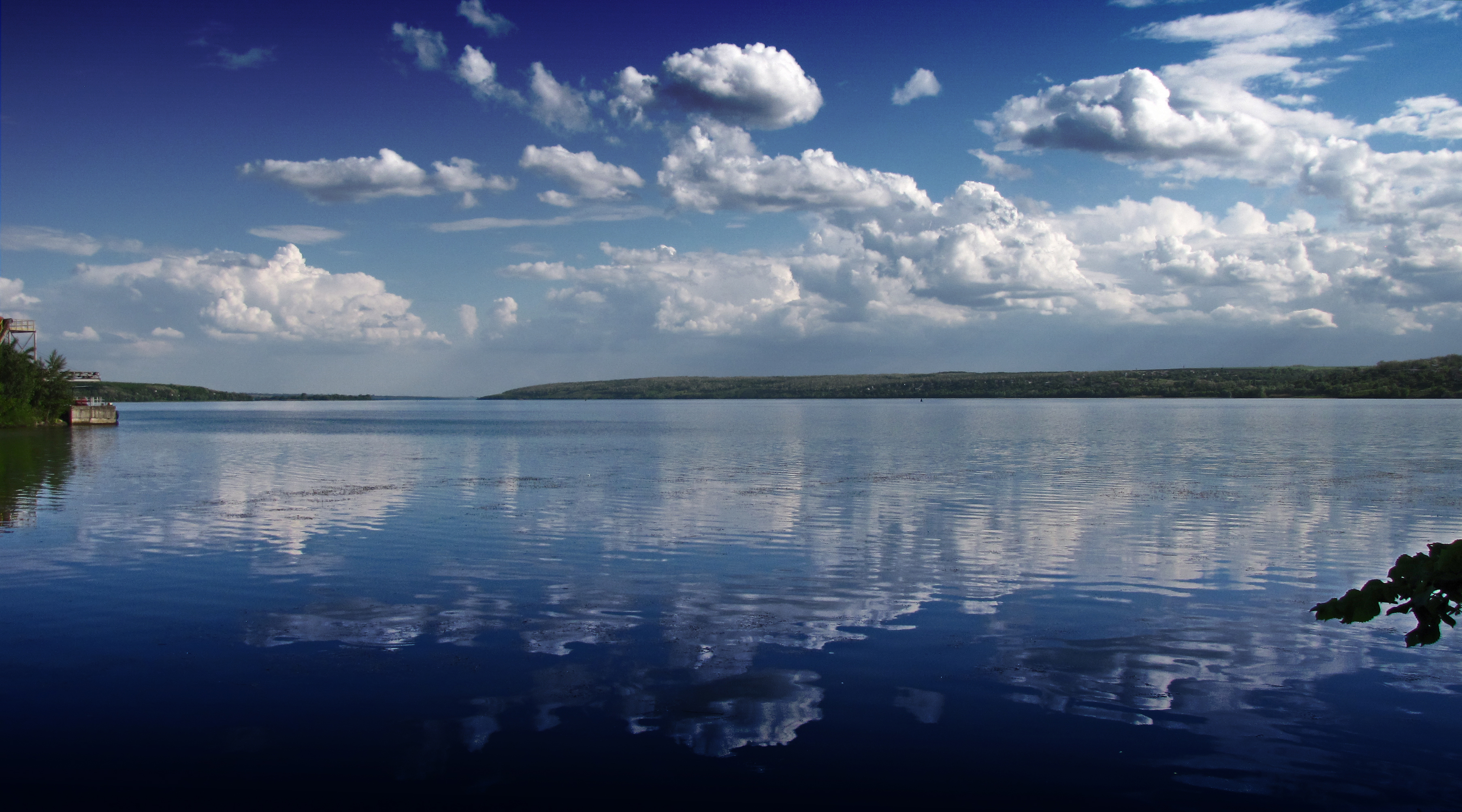
Дніпровське водосховище навпроти сіл Перше Травня (лівий берег) та Волоське (правий берег), неподалік затопленого Лоханського порогу

48°17′57″ пн. ш. 35°10′04″ сх. д. / 48.299297° пн. ш. 35.1678371° сх. д.
Ло́ханський порі́г — третій з дніпровських порогів, розташовувався біля села Волоське, на відстані 0,5 версти від попереднього — Сурського порогу. Посередині русла були розташовані три невеликі острови, які утворювали в порозі два проходи: один — між правим берегом і островом Кулики; другий, дуже вузький, — між лівим берегом і островом Скелястий.

## Етимологія
На мапі часів російсько-турецької війни (1737), про яку згадує російський історик Василь Татищев, цей поріг позначений як Луган. У ХІХ ст. Олександр Вельтман наводить ще кілька варіантів оніма: Лухан, Лохань, Лоханий, Лоханськой і Лоханський.
За припущенням Дмитра Яворницького, ця назва походить від того, що вода між виступом порога й лівим берегом «плещеться, як у лоханці».
Однак більш імовірно, мікротопонім пов'язаний зі словом, спорідненим з кр.-тат. legen — «таз, цебер». Теж значення має шумер. laḫan gidda — «важка посудина»; пер. lägän — «мідний таз, цебер»; араб. laqān — «діжа»; тур. leğen — «великий таз»; рос. лохань — «дерев'яна або металева посудина круглої й овальної форми з невисокими краями, балія». У Криму з основою legen є кілька оронімів, які стосуються пагорбів, узвиш.
Радше за все поріг, як й інші узвишшя, що мали такі найменування, були схожі на перегорнутий посуд (пор. з назвою річки Лугань).

## Опис
Поріг був короткий — три лави (Куликівська, Плоська, Черепашина), але дуже крутий, бурхливий, зі стрімким падінням води.
Вважалось, що Лоханський поріг був один із страшних, згубних порогів.
З лівого боку порогу знаходився Буців камінь (названо в пам'ять лоцмана Буць, який розбився на цьому камені), праворуч — кам'яна скеля. Між ними і пролягав головний хід, вужчий, порівнюючи з іншими порогами. Попасти в цей хід, щоб не зачепитися за скелю або Буців камінь — то і є хист лоцмана. Буців камінь зверху порога не було видно. Лише коли проходили поріг, тоді було видно, як через Буців камінь перекочується вода, падаючи, мов у прірву, з завихреннями та бурунами, й утворює воронку.
Ширина порогу була близько 60, довжина з правого боку — 127, з лівого — 78, падіння води — 0,77 саж.
Падав трьома лавами - Куликівською, Плоською та Черепашиною.
Мав канал з накидного каменю, коло лівого берега 60 саж. довжини; фарватер води вище порога — 1 саж., нижче порога — 8 футів.
За часів Київської Русі через те, що поріг утворював острови, між якими були проходи, його називали Острівним порогом.
За Лоханським порогом зразу на праворуч Буздиганові скелі, а коло самого берега Дніпра так звана Стрільча скеля, на «Карті Дніпра» 1768 року Локанська Стрілиця.
Перед дамбою Лоханського порога, праворуч, є два невеликі острівки Кулики, острів Лоханський та Скелястий; на них висічені шліхувадла для обточування кам’яного знаряддя, що його робила людина ще в кам'яну добу.
Костянтин VII Багрянородний писав про Лоханський поріг: «Коли руси пройдуть перший поріг, то, взявши останніх людей з берега, пливуть і доходять до другого порога, який по-роськи зоветься Улворси, по-слов'янськи Островуніпрах, що визначає острів-поріг. І цей поріг схожий на перший; через це руси знов висаджують людей, човни проводять, як і раніш».
Нині поріг затоплений водами Дніпровського водосховища.